# Aeródromo de Tomás Fernández Espada

i8
i11
i13
Aeródromo de Tomás Fernández Espada ist ein Flugplatz in der spanischen Provinz Cádiz. 
Der Flugplatz liegt rund zwei Kilometer nördlich von Villamartin in Andalusien und ist für die zivile Luftfahrt unter VFR-Bedingungen mit Ausnahme des Linien- und Charterverkehrs zugelassen. Die Towerfrequenz ist 122,475 MHz.
Am Flugplatz befinden sich der Hangar und das Vereinsheim mit Schulungsräumen des Aeroclub Volar al Sur, der dort hauptsächlich Segelflug betreibt. Als Schleppflugzeug steht eine Scheibe SF 25-Falke mit 100 PS Rotax-Motor zur Verfügung. Die Flugschule Escuela de Vuelo ist von der  AESA (Agencia Estatal de Seguridad Aérea) zugelassen.